# Knappag

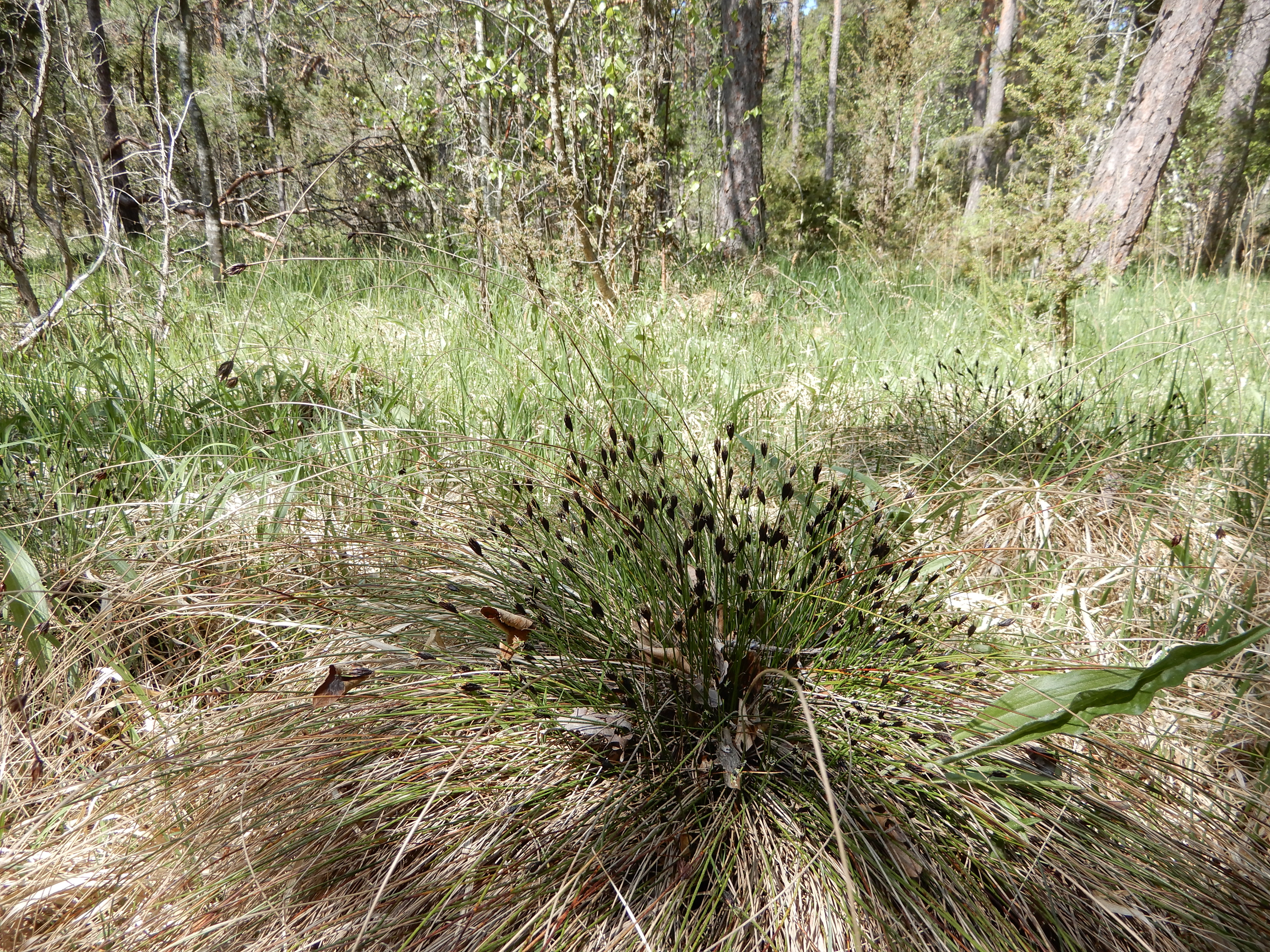
Knappag på Västers myr, Gotland

Knappag (Schoenus nigricans) tillhör familjen halvgräs och är ett i Skandinavien sällsynt, tätt tuvat halvgräs av släktet axagar, som känns igen på sin blomställning, ett sammansatt ax av glänsande svartbrun färg, omgivet av två oliklånga, också svartbruna, hölster. Varje småax, har, som hos agar, flera av de nedersta skärmbladen tomma. Stråna är 25-50 cm långa. Knappag bildar tätare tuvor än den nära släktingen axag.
Knappag har en bred, rundad blomställning och finns i Skandinavien endast på Öland och Gotland, i Skåne och i Danmark.
Den växer på blöt, kalkrik torvmark. Även utan blommor känns axagarna igen på de svartbruna, glansiga bladsidorna. 
Knappag kan hybridisera med axag.